# 나세르 마카렘 시라지

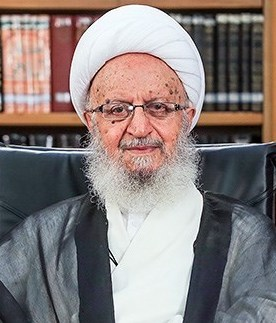

대 아야톨라 나세르 마카렘 시라지(영어: Naser Makarem Shirazi, 페르시아어: ناصر مکارم شیرازی, 1926년 12월 3일 ~ )는 현재 이란에서 가장 영향력 있는 아야톨라 중 한 사람이다. 그는 시아파의 정신적 지주로 손꼽힌다.

## 수학

### 이란
그는 율법을 14세에 시작해 아그하 바바칸 시라지 신학교에서 수학했다. 피끄흐를 마친 뒤 율법 기초에 대해 공부했다.
그는 율법에 대해 상당히 빨리 깨우쳤으며 마지막 레벨을 4년 만에 마쳤다. 그동안 시라즈의 이슬람 학교 선생님이기도 했다.
18살 때 신학교에 들어가 5년 동안 종교 의식과 이슬람 학자로 지냈으며 여러 아야톨라의 가르침을 받았다.

### 나자프 (이라크)
1950년 그는 나자프 신학교로 갔다. 아야톨라 무신 알아킴과 아불 카심 코에이 등 여러 아야톨라의 수업을 들었다.
24세 때 나자프에서 다른 두 학자로부터 인정받았으면 무신 알아킴 아야톨라도 그에 대한 추천서를 써주었다.
이란으로 돌아온 뒤 중고급 학생을 가르치기 시작했으며 이란에서 최초로 발행된 이슬람 잡지의 주 편집자로 활동하기 시작했다.
그의 에세이 "Filsuf-Namaha"는 이란 왕실 철학상을 수상한 바 있다.

## 정치 활동
아야톨라로서 그는 입헌 혁명 당시 활발한 활동을 보냈으며 수차례 감옥에 수감되기도 했다. 세 번이나 다른 지역으로 추방당해 어려움을 겪기도 했으나 혁명 후 초대 의원직을 맡게 됐으며 헌법 제정에도 상당한 영향을 끼쳤다.

## 저서
His works number more than 130 volumes. Some of these are:
- Commentary on the book Kifayatul Usul (18살)
- The Manifestation of Truth‌
- Commentary on the Quran
- The Message of the Quran
- Anwar al-Fuqahah
- al-Qawaidul Fiqhiyyah

## 같이 보기
- 곰 (이란)